# Дричин (Пуховичский район)
Дричин (бел. Дры́чын) — агрогородок в Пуховичском районе Минской области Беларуси. Входит в состав Дукорского сельсовета.

## География

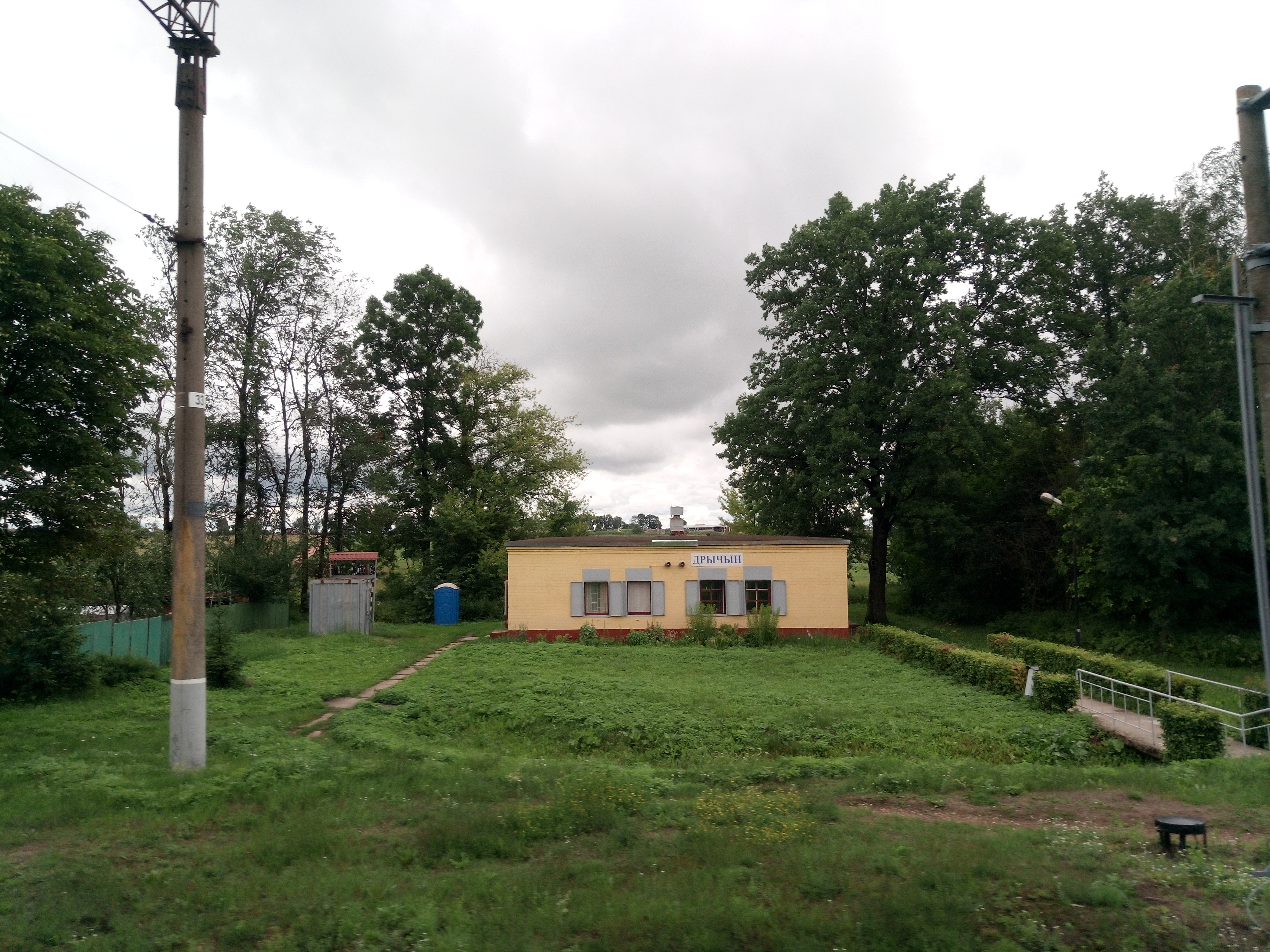
Дричин (железнодорожная платформа)

Находится за 15 километров на северо-запад от Марьиной Горки, в 2 км от железнодорожной станции Дричин на линии Минск — Осиповичи.

## История

### Великое Княжество Литовское
Известен с конца XVI века, в составе Минского повета Великого княжества Литовского.

### В составе Российской империи
После 2-го раздела Речи Посполитой (1793 г.) входит в состав Российской империи.
В XIX — начало. XX век в Новосёлковской волости Игуменского уезда Минской губернии.
В 1816 г. владения Ратинских.
В 1835 г. существовала деревянная церковь.
В 1866 г. открыто народное училище.
В 1879 г. Дричинский церковный приход насчитывал более 2 тыс. прихожан, входили ещё 5 деревень помимо Дричина при церкви работало попечительство. Церкви принадлежало 70 дес. земли, в том числе 33 — пашня, 30 — сенокосы, 3 дес. — придомовой. По состоянию на 1879 год в церковном архиве хранились метрические книги и конфессиональные списки прихожан с 1844 года.
В 1886 году школу посещали 59 мальчиков и 5 девочек.
В 1897 г. здесь была православная церковь, бакалейная лавка, народное училище, 3 лавки, питейный дом.
В 1900 г. в школе занимались 54 мальчиков и 3 девочки; учитель Михаил Василевский.
В 1904 г. для школы построили новое деревянное здание.
В начале XX века это было большое село.

### Новейшее время

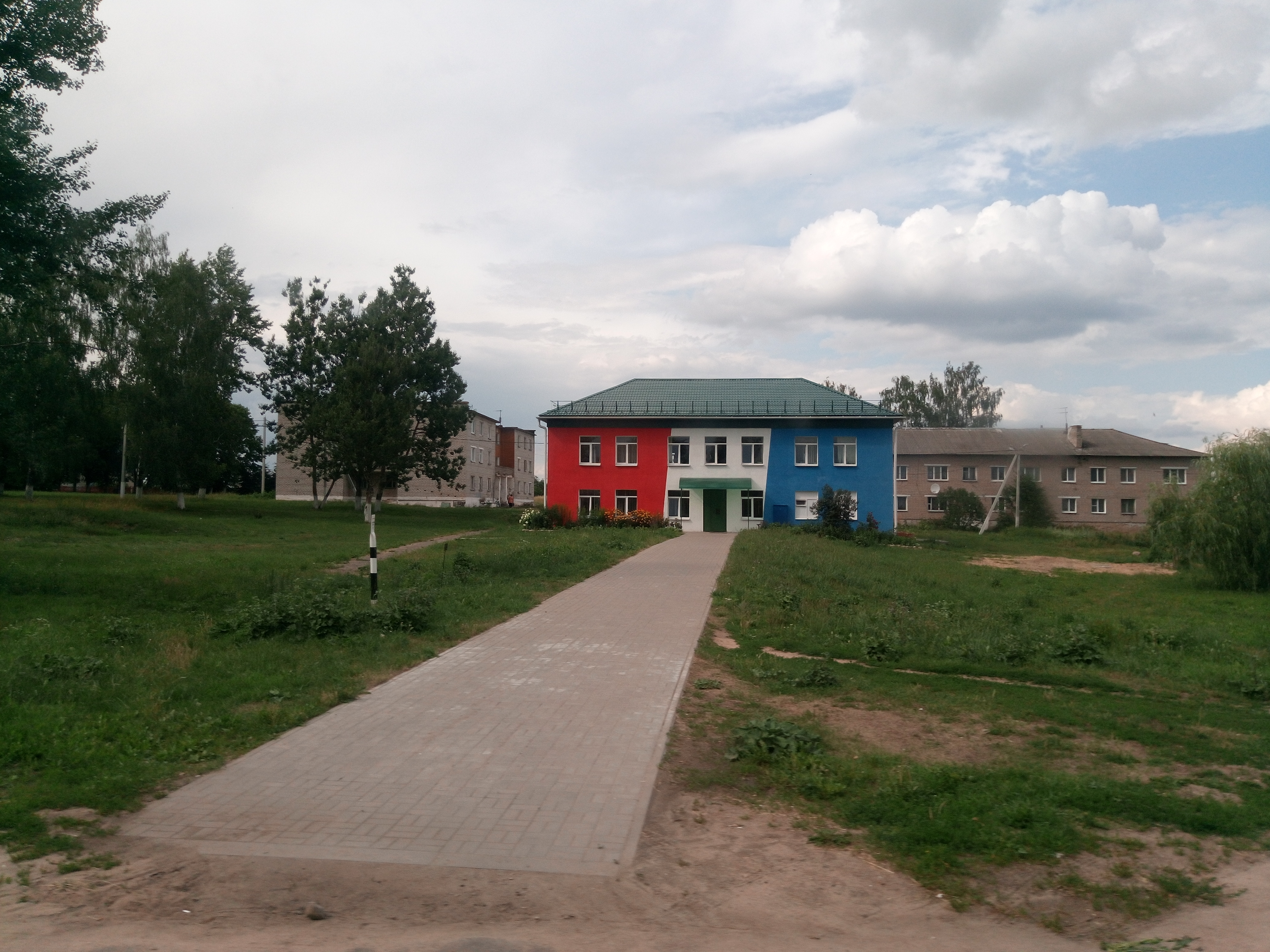
Дричин, улица Центральная

Во время Первой мировой войны в феврале — декабре 1918 года село было под оккупацией войск кайзеровской Германии.
25 марта 1918 года согласно Третьей уставной грамоты БНР село было объявлено частью Белорусской Народной Республики. С 1 января 1919 года в соответствии с постановлением I съезда КПБ село вошло в состав БССР.
В августе 1919 — июле 1920 года деревня находилась под польской властью.
После революции народное училище было преобразовано в трудовую школу 1-й степени, в которой в 1922 г. учились 80 мальчиков и девочек, работало 2 учителя.
С 20.08.1924 г. Дричин — центр сельсовета.
В 1930-е годы Дричинская церковь была закрыта, а через несколько лет, с письменного согласия местных жителей, разобрана на строительные материалы, из которых позже построили деревенскую школу.
В 1929 году создан колхоз «Новый Дричин», работала кузница.
В 1939 году присоединена деревня Пахарь.
Во время Великой Отечественной войны, с конца июня 1941 года до 04 июля 1944 года деревня была оккупирована немецкими войсками. В 1942—1943 годах в деревне были расстреляны 39 военнопленных и 2 партизана. В 1943 году деревня была частично сожжена.
До 28 мая 2013 года агрогородок входил в состав Дричинского сельсовета.

## Население

### Динамика
- 1816 г. — 63 двора, около 490 жителей.
- 1888 г. — 75 дворов, 995 жителей.
- 1897 г. — 235 дворов, 1180 жителей.
- начало XX века — 220 дворов, 1762 жителей.
- 1917 г. — 266 дворов, 1546 жителей.
- 1971 г. — 147 дворов, 496 жителей.
- 1999 г. — 730 чел.
- 1 января 2002 г. — 261 дворов, 731 житель.
- 2009 год — 730 человек

## Инфраструктура

### Экономика
- Дом быта.
- Отделение связи.
- Сберегательный банк.

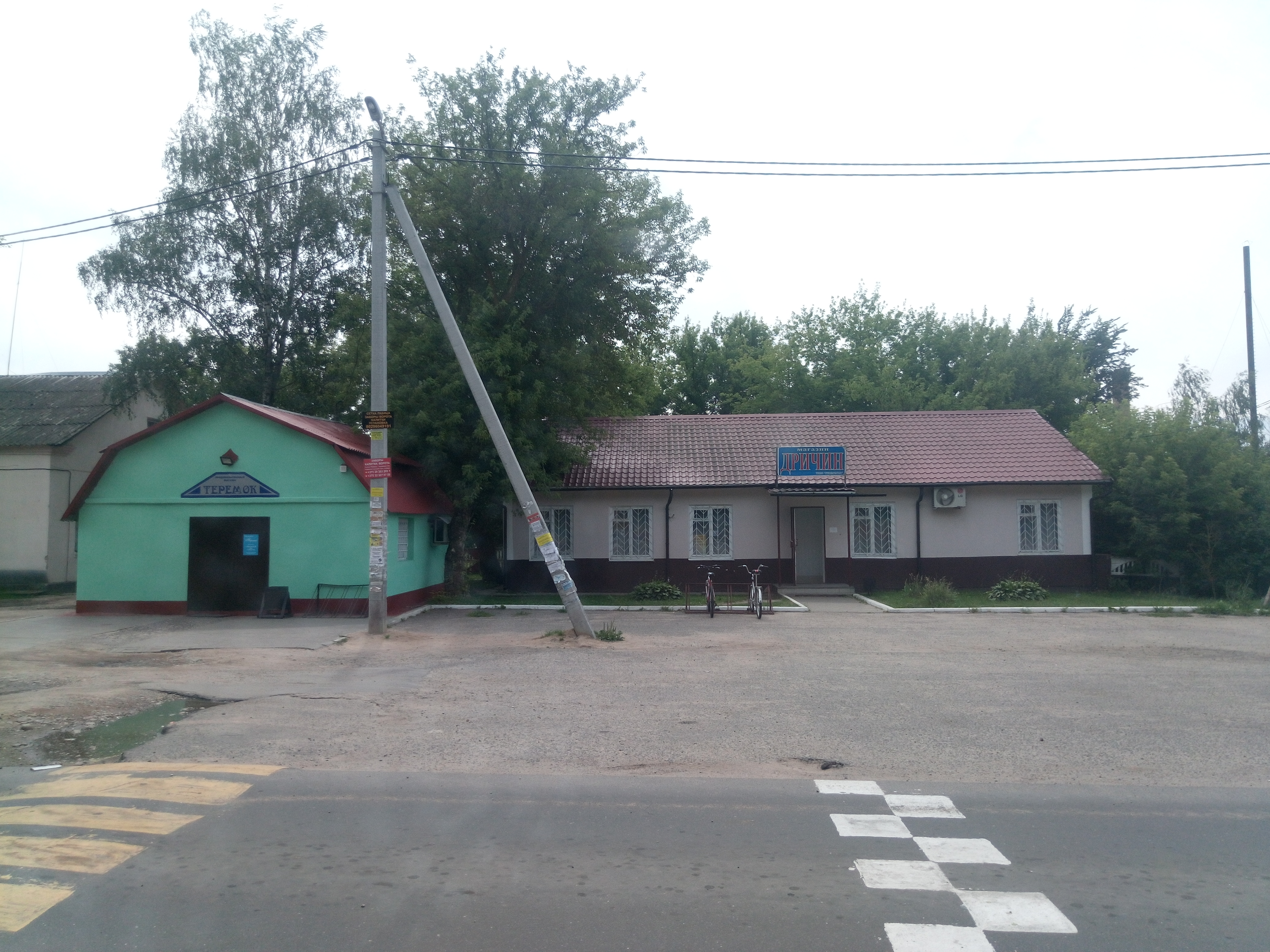
Магазин «Дричин»

- Автоматическая телефонная станция.
- Столовая.
- Механическая мастерская.
- Магазин.

### Культура
- Библиотеки.
- Дом культуры.

### Образование

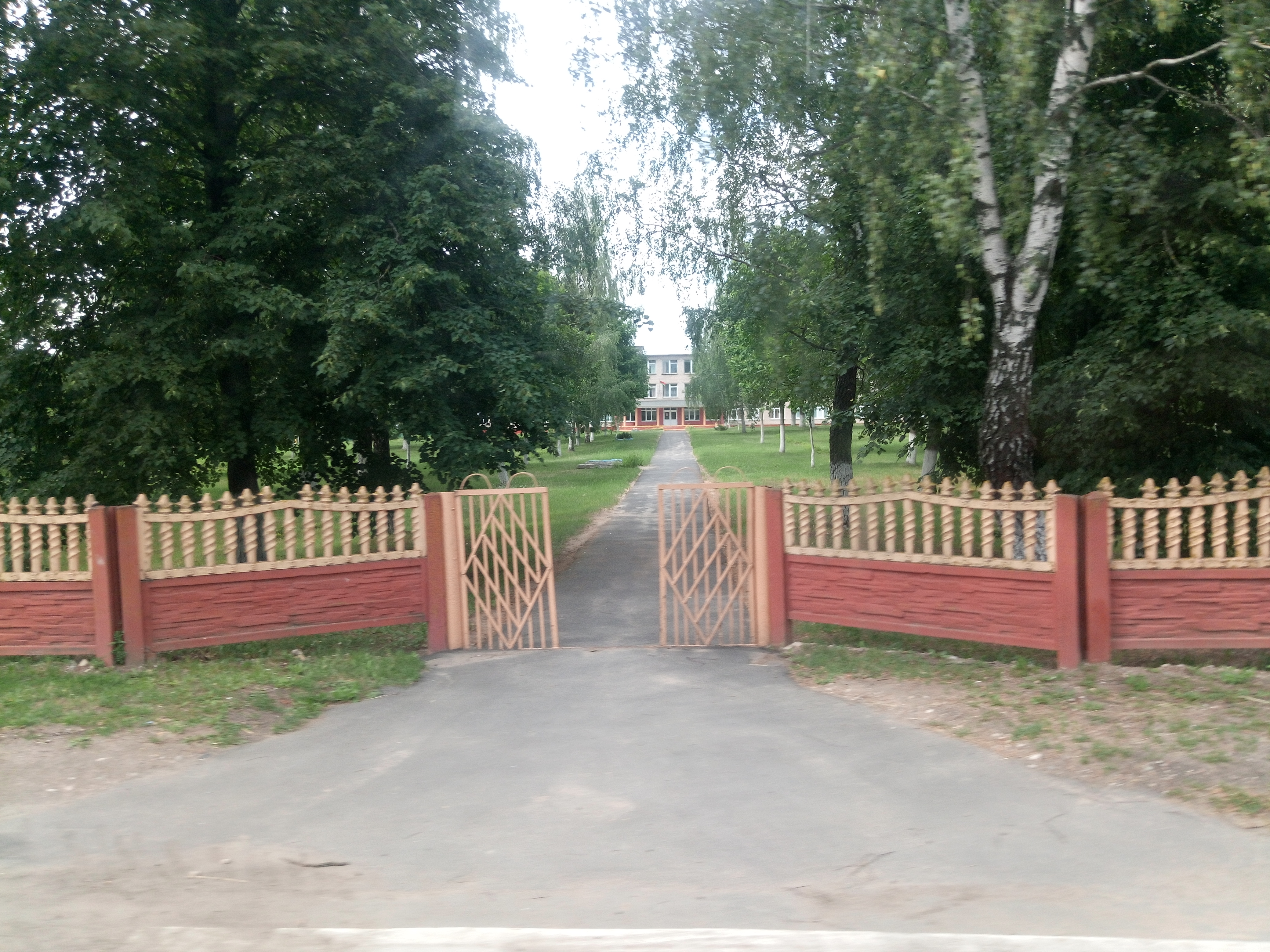
Дричинский ясли-сад Пуховичского района.

- Средняя школа.
- Детский сад.

### Медицина
- Ветеринарный участок.
- Медицинские услуги оказывает сельская амбулатория. Амбулатория построена в 1987 году. Количество обслуживаемых пациентов составляет — 20 человек в смену[4].

## Достопримечательность
- Братская могила воинов и партизан
- Памятник погибшим землякам
- Церковь

### Утраченное наследие
- Церковь Святого Иоанна (ок. 1750-х гг., утрачен в 1930-х гг.)